# ریکارد اسکوگ
ریکارد اسکوگ (نروژی: Richard Skog؛ زادهٔ ۱۶ ژوئن ۱۹۸۱) ورزشکار قوی‌ترین مردان جهان اهل نروژ است. وی پیشتر یکی از اعضای نیروهای مسلح نروژ بود.
از فیلم‌ها یا مجموعه‌های تلویزیونی که وی در آن‌ها نقش داشته است، می‌توان به لیلیهامر اشاره نمود.